# Tipografia e Libreria Elvetica
 (avril 2022).
Si vous disposez d'ouvrages ou d'articles de référence ou si vous connaissez des sites web de qualité traitant du thème abordé ici, merci de compléter l'article en donnant les références utiles à sa vérifiabilité et en les liant à la section « Notes et références ».
La Tipografia e Libreria Elvetica (en français : Typographie et librairie suisse) de Capolago est un éditeur suisse du XIXe siècle. Active dans le canton du Tessin de 1830 à 1853, elle est connue pour avoir été l'imprimerie clandestine des patriotes du Risorgimento.

## Histoire
La Tipografia Elvetica est fondée en 1830 par l'exilé génois Alessandro Repetti et dirigée par Gino Daelli. Rapidement, grâce à son implantation en territoire suisse, elle devient un important centre pour la publication des œuvres  patriotiques qui sont diffusées clandestinement en Italie au travers du Royaume lombard-vénitien.
L'éditeur bénéficie de la collaboration de Luigi Dottesio, patriote aux idées maziniennes, qui donne une impulsion considérable à l'impression des livres, des journaux et des proclamations des exilés et des patriotes du Risorgimento. Parmi les grands auteurs publiés figurent Gioberti, Guerrazzi, La Farina, Carlo Cattaneo, Tommaseo, Sismondi, Colletta, Balbo et d'Azeglio.
L'arrestation et l'exécution de Dottesio par les autorités autrichiennes (1851) et les croissantes pressions des autorités helvétiques, sujettes à leur tour aux fortes pressions politiques autrichiennes, contraignent le propriétaire Repetti à fermer l'établissement en 1853.